# 江原シュウ
江原 シュウ（えはら しゅう、1966年11月24日 - ）は、日本の俳優。茨城県水戸市出身。

## 人物
身長171cm、体重62kg。特技はスポーツ、ラグビー。旧芸名は江原 修（読み名同じ）。事務所はヴィランズ株式会社に所属していた。
星セント・ルイスに師事しお笑い芸人を経て、俳優に転向する。オリジナルビデオを中心に活動。近年は横浜FCのスタジアムDJとしても活躍している。

## 出演

### 映画
- SCORE（1995年12月11日） - テキーラ
- 極道の妻たち 危険な賭け（1996年）
- THE GROUND 地雷撤去隊（1998年7月4日） - 主演・アキラ
- ろくでなしBLUES '98（1998年8月22日） - 山下勝嗣
- SCORE2 THE BIG FIGHT（1999年10月30日） - クラブ
- JUNK 死霊狩り（2000年1月22日） - アキラ
- 九州マフィア外伝（2001年5月2日）
- 練鑑ブラザーズ ゲッタマネー!（2001年11月24日）
- MONKEY EXPRESS（2001年11月25日） - Akira
- GUN CRAZY Episode-1「復讐の荒野」A WOMAN FROM NOWHERE（2002年5月11日） - 黒南風晃
  - Episode-4「用心棒の鎮魂歌(レクイエム)」THE MAGNIFICENT FIVE STRIKE（2003年5月10日）
- おにぎり ARCADIA物語（2004年4月17日） - 菅野晋平先生
- FM89.3MHz（2007年1月27日） - DVD販売店「ブラジル」店長
- LOVEDEATH ラブデス（2007年5月12日） - マリオ
- キャプテン（2007年8月18日） - 佐伯明
- 太陽が弾ける日（2007年11月10日） - LARRY
- カクトウ便 Vol.2 VS 謎の恐怖集団人肉宴会（2008年3月29日）
- 激情版 エリートヤンキー三郎（2009年） - 金さん銀さん（黄泉山豪の舎弟）
- 女子高生ゾンビ（2010年3月20日）
- マッドドッグ（2011年） - 任龍会組員 ナカザワ
- 修羅よ さらば（2013年　オールインエンタテインメント) - 広亀組組員（借金取り）
- かくて女神は笑いき Chapter3「BAD GIRLS」（2014年7月19日）
- デスマッチ（2014年6月21日）
- 愛∞コンタクト（2016年11月5日）

### テレビドラマ
- 横浜心中（1994年、日本テレビ）
- 月曜ドラマスペシャル（TBSテレビ）
  - 十津川警部シリーズ17「越後・会津殺人ルート」（1999年1月4日） - 川村（青山ケンネル中目黒店のペットトリマー）
- 火曜サスペンス劇場
  - 弁護士・高林鮎子27「京都保津峡殺意の急流・9年前の風景画に隠された女の夢と恥辱」（2000年8月29日） - 久野真治（9年前は美術大学を目ざす予備校生）
- 相棒6 第10話「寝台特急カシオペア殺人事件！」（2008年1月1日、テレビ朝日） - 津島悟（クラブ経営者）
- 恋も2度目なら（1995年、日本テレビ）
- 水着のあと（1996年、日本テレビ）
- 特命係長 只野仁スペシャル'09 「有名デザイナーの誘惑…パリ進出の裏に潜む女の執念と復讐!」（2009年、テレビ朝日） - 永沢
- 警部補 矢部謙三 第1シリーズ episode2「決死の潜入捜査 阻め! 悪魔の細菌兵器」（2010年、テレビ朝日） - ムロ風一家若頭 鶴岡伸治
- チープ・フライト（2013年3月1日、日本テレビ） - オペレーション部スタッフ

### Vシネマ
- 仁義
- 錆れた絆（1999年） - 主演・武
- 女郎蜘蛛（2000年） - 空き巣（元銀行員）
- 広島やくざ戦争 シリーズ（2000年） - 片倉薫
  - 実録・広島やくざ戦争（2000年） - 岡島組網元組幹部
  - 広島やくざ戦争 完結編（2000年） - 共雄会服田組幹部
  - 続・広島やくざ戦争 流血!第三次抗争勃発!（2000年） - 三代目共雄会幹部
- BROS. 流血の絆（2001年）
- 実録・絶縁（2001年） - 谷健組若頭 田部義成
- 女雀龍伝〜誕生編〜（2001年） - 金子組組員
- 新・日本の首領 - 渋沢組若頭 下田泰治
- 大脱獄（2002年） - タチバナ組組員 ノブトウ
- 野良犬（2002年） - 室戸一家 室戸半次郎
- 実録・最後の愚連隊（2002年） - 出口辰夫（モロッコの辰）
- 実録・名古屋やくざ戦争 統一への道2（2004年） - 城田組佐崎組組員 荒井礼次
- 首領への道20（2004年） - 福岡上村組組長 山東登
- 闇武者（2004年） - 沖田総司
- 修羅の門（2004年） - ヒットマン（義道会組員）
- 実録・竹中正久の生涯 荒らぶる獅子 外伝（2004年） - 刑事
- 鉄(くろがね) 極道・高山登久太郎の軌跡（2004年、GPミュージアムソフト） - 坂川組組員
- (暴)組織犯罪対策部捜査四課（2005年）全5作 - 新宿中央署 四課 刑事 山川
- 海賊仁義（2005年、GPミュージアム）
- 龍神（2005年） - ヤクザ
- 武闘派極道史 竹中組 組長邸襲撃事件（2005年） - 竹中組安藤会組員
- 武装戦線 政府軍VS革命軍（2005年）
- 実録 新選組（2006年） - 武田観柳斎
- 実録・武闘派極道史 八西会跡目抗争（2006年）
- 実録・東海道抗争 白と黒（2006年） - 放火犯（安達会組員）
- 実録・東声会 初代・町井久之 暗黒の首領（2006年）- 町井一家組員 陳八国（→東声会幹部）
- 愛しのOYAJI（2007年）
- 平成清水一家（2007年）全2作 - 長田組組員 鶴吉
- 大阪やくざ戦争 誤爆の代償（2007年） - 正和会系組員
- 組長射殺 敵(たま)を狩(と)れ（2007年） - 鴫野組組員
- 闇金の帝王（2007年） - スカウト
- 悪党ジョーカー（2007年、AMG Entertainment） - サミー
- 実録・外道の群れ 流血の鎮魂歌（2007年） - 岩政一家神和会赤星組幹部 テラモト
- 実録・沖縄やくざ戦争 いくさ世(ゆ)30年（2007年）
- ツインギャング（2007年）
- ビジネスマン必勝講座 ヤクザに学ぶ指導力（2007年）第一話「ヤクザに学ぶ自己管理術」 - 「突撃レポート! 実話エキサイト!」レポーター シュウ
- ビジネスマン必勝講座 ヤクザに学ぶ経済戦術（2007年）番外編「実話雑誌編集長J氏の交渉戦術」 - 編集部員A
- 実録・無敵道（2008年）全2作 - 松岡（探偵）
- 修羅の妻(おんな)たち 鉄砲玉の女（2008年） - 赤城組組員 イトマン
- 太陽が弾ける日（2008年）全2作 - LARRY
- 闇の交渉術 歌舞伎町ネゴシエーター（2008年）
- 修羅之魂 侠客立志編（2008年） - 座間組若頭 別所智也
- 修羅の荒野2・3・4（2009年） - 清中組若頭　来栖翔
- 刑務所で泣くヤツ、笑うヤツ（2009年） - 主演・北岡
- ヤクザ大辞典（2009年） - エグサタツオ（元ヤクザ）
- 鳳（2009年） - 櫻木組組員 タツヤ
- 実録・悪漢 完結編（2009年） - 柳原組幹部 倉持広文（後の五代目山路組若頭補佐 大阪南ブロック長）
- 殺しの挽歌（2010年） - 倉橋広人（後の稲原組組員）
- 実録・若頭 完結編（2010年） - 三代目山神組 秘書 織木組組長 織木陽司
- 首領の道（2011年） - 平塚 丑寅一家若頭 加藤
- 人生逆転ゲーム（2010年） - 人間ドック受診者
- 堕悪 〜DARK〜（2011年）全2作 - 田村
  - 堕悪 〜DARK〜（2011年） - 刑事
  - 堕悪2 〜DARK〜（2011年） - とらぶるばすたー（元刑事）
- 事件 罠にはまる女たち（2011年）
- 任侠沈没（2011年） - 佐藤米七（一匹狼のイカサマ師）
- この男たち、凶暴にて（2011年） - 梅川組組員
- 修羅の覇道 完結編（2011年） - 関門会会長 笠松富美雄
- 傷だらけの侠達（2012年） - ジェットローン 専務 フクモト
- 傷だらけの侠達 完結編（2012年） - ジェットローン 社長 フクモト
- 人生奪回ゲーム（2012年） - ミナト（刑事）
- 狼の流儀（2012年）
- サムライ（2012年） - 荒木
- 抗争の黙示録（2012年） - 五代目山神組三代目神健会鬼塚組組長代行 吉沢正男
- Scramble〜抗争の死角〜（2013年　オールインエンタテインメント）
- 日本統一（2016年 - 2017年,2019年） - 至誠会 林田洋二
  - 日本統一18 19 20（2016年 - 2017年,2019年） - 六代目至誠会幹事長
  - 日本統一33（2016年 - 2017年,2019年） - 三代目侠和会 七代目至誠会理事長
  - 日本統一34・35・47（2016年 - 2017年,2019年,2021年） - 三代目侠和会 九州ブロック 八代目至誠会会長
- 強者(ツワモノ)第2章（2016年）
- 制覇9 10 11 20（2017年,2019年） - 横浜 鯨井組組長 緒川昭一
- 哀しき抗争（2017年） - ヤマドウ
- 狂犬と呼ばれた男たち カリスマヤクザ（2017年） - 三代目東郷組幹部
- 狂犬と呼ばれた男たち 外道ヤクザ（2017年） - 東勇会幹部
- 首都抗争（2017年） - 羽村一家若頭 立川周治
- 極道黙示録3（2018年） - 堂念組若頭補佐
- 極道天下布武 第一幕 - 第五幕（2017年 - 2018年） - 織木組幹部 森村組組長 森村可成
- GOKU・OH 極王1-4（2019年 - 2020年） - 阪田組二代目南友会理事長 小池辰也
  - GOKU・OH 極王1-3（2019年） - 三代目阪田組二代目南友会理事長
  - GOKU・OH 極王4（2020年） - 四代目阪田組二代目南友会理事長
- キングダム 〜首領になった男〜（2019年） - 虎牙一家幹部 宮本龍二
- 日本統一外伝 田村悠人（2021年） - 三代目侠和会 九州ブロック 八代目至誠会会長 林田洋二
- 極道の紋章レジェンド13（2023年）

### ゲーム
- GREE「名もなき英雄」（2011年、ジェイデックス）

### CM
- NTTドコモ